# Waldemar Anton
Waldemar Anton (* 20. července 1996, Olmaliq, Uzbekistán) je německý fotbalový obránce a mládežnický reprezentant, hráč klubu Hannover 96.
Narodil se v Uzbekistánu rodičům německého původu.

## Klubová kariéra
- Mühlenberger SV (mládež)
- Hannover 96 (mládež)
- Hannover 96 2015–

## Reprezentační kariéra
Waldemar Anton debutoval v roce 2016 v německé reprezentaci U21.

Zúčastnil se Mistrovství Evropy hráčů do 21 let 2017 v Polsku, kde s týmem získal titul (historicky druhý pro Německo).